# Isso
Isso és una pedania espanyola pertanyent al municipi d'Hellín, a la província d'Albacete, dins de la comunitat autònoma de Castella-la Manxa. A data 1 de gener de 2018 tenia 2.199 habitants segons les dades oficials del INE, dels quals 1.112 eren homes i 1.087 dones. Està situada a 5 km. d'Hellín.

## Situació
La població d'Isso es troba al marge esquerre de la riba del riu Mundo, en un peneplà entre les rambles del Pedernaloso (a l'oest del poble), i la del Pepino (a l'est), formant un espai natural propici per a l'agricultura. Al nord es troba la Font d'Isso i el Canal que proveeix a Hellín d'aigua, formant el seu límit natural. La seva altitud es troba entre els 500 i els 400 msnm, sent el seu punt més baix el riu Mundo, que passa per allà en direcció nord-oest-sud-est, seguint la direcció que li imposen les muntanyes Coll de la Penya, Remolinar i Serra Seca, a l'altre costat del riu Peñalavada. Geogràficament forma part de les serralades bètiques en el sector del "Prebètic Extern".
La peneplana d'Isso està travessada del nord-est al sud-oest per la carretera de Jaén, antiga ruta dels valencians, molt important des del punt de vista geogràfic, perquè posa en contacte el Camp d'Hellín amb la Serra del Segura i Alcaraz. També aquesta via de comunicació va ser important en la Història perquè va posar en contacte el llevant espanyol amb les importants mines de plata de Cástulo, que tanta importància va tenir per als grecs i romans.
D'altra banda, els seus materials també van tenir la seva importància, ja que El Pedernaloso era una zona rica en sílex, que va servir al Paleolític, amb el qual es fabricaven estris per a la caça i altres treballs que s'han trobat en diferents jaciments del sud-est espanyol. Però sens dubte és la seva terra la principal riquesa, servint aquesta de suport per a l'agricultura, donant-li també la possibilitat de aglutinar una dispersa població de la qual ha viscut segles i segles.

## Clima
El seu clima és de tipus mediterrani semiàrid amb certa continentalitat mitjana, amb precipitacions molt mal repartides durant tot l'any, ja que plou a les estacions de l'equinocci i molt rarament en els solsticis. De vegades són estrepitoses les tempestes, especialment les relacionades amb la "gota freda", que sovint ve acompanyada d'aparell elèctric i calamarsa. La Font i el riu Mundo són fonamentalment els que recullen les lleres d'aigua de la zona, molt beneficiosos per a l'agricultura, on l'albercoc i el préssec són la seva principal font d'ingressos.

## Monuments
- Església de Santiago Apòstol, patró d'Isso, del segle xviii.
- Torre almohade datada al segle xiii.
- Ponts romans sobre el riu Mundo.

## Història
Antic vall rica en aigua, va ser habitat des del Paleolític fins als nostres dies per diferents cultures, fenicis, ibers (oretanos), tartessos, romans, àrabs i jueus; per ell passava una calçada romana i aqui van acampar personatges com Carlo Magno i Amílcar Barca.

## Festes
Les principals festes d'Isso són les que es realitzen el 25 de juliol en honor del seu patró, Santiago Apòstol.
També cal destacar les festes de primavera en honor de la patrona, la Divina Pastora, els carnavals i en Setmana Santa el Diumenge de Rams amb una Tamborada pels carrers del poble.

## Folklore
Isso té dos grups folklòrics: un "Els Dansaires de Isso", amb més de 500 anys d'antiguitat i un altre creat recentment anomenat "Grup de cors i danses Divina Pastora".

## Esport
L'esport en aquesta localitat va destacar de forma única pel seu equip de futbol, el CDEB Isso CF, l'únic equip esportiu a nivell oficial. Aquest equip es va retirar després de la disputa de la jornada 20 de la Primera Autonòmica, Grup I, a la temporada 2015 - 16.
Les instal·lacions esportives de la localitat són excel·lents, comptant amb un complex poliesportiu, amb camps de futbol, futbol 7 i futbol sala, piscina d'estiu, a més de